# العائلة الدوقية العظمى للوكسمبورغ
العائلة الدوقية العظمى للوكسمبورغ تشكل بيت لوكسمبورغ- ناساو، يرأسها صاحب السيادة الدوق الأكبر، وعرش الدوقية العظمى بها وراثياً، وهي تتكون من ورثة وأحفاد عائلة ناساو - فيلبيورخ.